# Garcinia quaesita
Garcinia quaesita är en tvåhjärtbladig växtart som beskrevs av Jean Baptiste Louis Pierre. Garcinia quaesita ingår i släktet Garcinia och familjen Clusiaceae. Inga underarter finns listade i Catalogue of Life.